# 朝鮮海峽海戰
朝鮮海峽海戰（韓語：대한해협 해전）是一場大韓民國海軍與朝鮮人民軍海軍於韓戰首日在朝鮮海峽上爆發的小規模海上戰鬥。1950年6月25日，一艘載滿數百名朝鮮人民軍第766獨立步兵團士兵的運輸艇試圖在釜山登陸，卻於航行途中遭遇正在執行巡邏任務的南韓軍艦，前者隨後在戰鬥過程中遭到擊沉。該戰役是韓戰中爆發最早的水面戰鬥之一，並以南韓勝利告終。

## 戰役經過
韓戰於1950年6月25日爆發，北韓軍隊大規模入侵南韓，幾乎導致大韓民國覆亡。進攻期間，一艘遭北韓擄獲的美軍汽艇被人民軍用於將部隊經由水路運往朝鮮半島南端。該艘汽艇排水量約為1,000噸，備有數挺機槍，其上載有約600名隸屬於人民軍第766獨立步兵團的官兵。
6月25日早晨，大韓民國海軍的白頭山號獵潛艦於釜山外海約18英哩處發現了單獨行動的人民軍汽艇。白頭山號獵潛艦在當時是韓國海軍的首艦。
在發現敵蹤後，白頭山號先是嘗試以燈光與對方溝通，但未獲任何回應；當白頭山號再次開起探照燈時，北韓汽艇隨即朝其開火射擊，並擊中前者的艦橋，造成韓方舵手陣亡，值班軍官亦身受重傷。白頭山號立即以其3英吋主砲（76.2毫米）與6挺M2重機槍開火還擊。北韓汽艇在遭遇敵火後曾試圖逃離現場，但卻遭白頭山號一路追擊，並最終於對馬島附近遭到擊沉。
對韓國方面而言，該戰役的勝利是一重大的戰略收穫。釜山雖然非常重要，但當時卻幾乎毫無設防，因此該城若是陷落，韓國便有可能徹底滅亡。